# الرجل في القمر
فيلم الرجل في القمر هو فيلم دراما أميركي انتج عام 1991 من إخراج روبرت موليجان (فيعد فيلمه الأخير) وأيضًا ظهور ريس ويذرسبون لأول مرة. تم تصوير الفيلم من قبل المصور السينمائي فريدي فرانسيس الحائز على جائزة الأوسكار.

## قصة الفيلم
في صيف عام 1957، داني ترانت هي فتاة تبلغ من العمر 14 عامًا في مدينة لويزيانا، وفقًا لما قاله والدها، «أكبر من أن تُهرب بنفسها». داني وشقيقتها الكبرى مورين، التي ستذهب إلى الكلية في الخريف، وهذا سيحدث قريباً جداً. مورين تساعد في رعاية أختها الصغري، ميسي، في حين أن والدتها أبيجيل حامل. لكن داني تفضل الركض إلى مسبح الجيران للذهاب للسباحة عارية. هنا تلتقي بجارها الجديد، كورت فوستر البالغ من العمر 17 عامًا. كورت تطرد داني من مسبحهم. عندما تذهب داني إلى المنزل، تخبرها والدتها أن تستحم لأن صديقة طفولتها القديمة ستأتي لتناول العشاء مع أطفالها. تبين أن الصديقة القديمة هي «ترنتس» هي أرملة. فوستر مع أبنائها الثلاثة كيرت، دينيس، وروب. عندما تدرك داني من هو كورت، يكره الاثنان بعضهما البعض. كيرت يدعو داني بانها «فتاة صغيرة». عندما يخبر والد داني ماثيو داني بمرافقة كورت إلى المدينة بحثًا عن محلات البقالة، يقود داني وكيرت السيارة الي البلدة ويبدأان في التوافق. أخيراً أدركت داني أنها في حالة حب مع كورت.

## طاقم التمثيل
- سام واتيرستون في دور ماثيو ترانت
- تيس هاربر دور أبيجيل ترانت
- جيل ستريكلاند بدور ماري فوستر
- ريز ويذرسبون في دور داني ترانت
- جيسون لندن في دور كورت فوستر
- إميلي وارفيلد في دور مورين ترانت
- بنتلي ميتشوم في دور بيلي ساندرز
- إرني ليفلي في دور ويل ساندرز
- دنيس ليتس في دور دوك وايت
- إيرلين بيرجيرون في دور إيلين ساندرز
- آنا شابل في دور السيدة تايلور
- براندي وساندي سميث بدور ميسي ترانت
- ديريك وسبنسر بول في دور فوستر توينز

## روابط خارجية
- الرجل في القمر على موقع IMDb (الإنجليزية)
- الرجل في القمر على موقع ميتاكريتيك (الإنجليزية)
- الرجل في القمر على موقع الموسوعة البريطانية (الإنجليزية)
- الرجل في القمر على موقع روتن توميتوز (الإنجليزية)
- الرجل في القمر على موقع نتفليكس (الإنجليزية)
- الرجل في القمر على موقع قاعدة بيانات الأفلام العربية
- الرجل في القمر على موقع ألو سيني (الفرنسية)
- الرجل في القمر على موقع Turner Classic Movies (الإنجليزية)
- الرجل في القمر على موقع أول موفي (الإنجليزية)
- الرجل في القمر على موقع بوكس أوفيس موجو (الإنجليزية)

- مراجعة روجر ايبرت الأربع نجوم للفيلم